# René Sommerfeldt
René Sommerfeldt (Zittau, 2 ottobre 1974) è un ex fondista tedesco.

## Biografia
Ha debuttato in campo internazionale ai Mondiali juniores di Breitenwang nel 1994, senza conseguire risultati di rilievo.
In Coppa del Mondo ha esordito il 13 gennaio 1996 nella 15 km a tecnica classica di Nové Město na Moravě (52°), ha ottenuto il primo podio il 16 febbraio 2000 nella 10 km a tecnica libera di Ulrichen (3°) e la prima vittoria il 4 gennaio 2003 nella 10 km a tecnica libera di Kavgolovo. Oltre ad aver vinto, nella stagione 2003-2004, sia la Coppa generale (primo atleta ad aggiudicarsi la coppa di cristallo per i colori della Germania) sia quella di distanza, si classificò due volte al secondo posto in classifica generale, nel 2003 e nel 2008.
In carriera ha preso parte a quattro edizioni dei Giochi olimpici invernali, Nagano 1998 (38° nella 10 km, 26° nella 50 km, 29° nell'inseguimento, 8° nella staffetta), Salt Lake City 2002 (16° nella 30 km, 19° nella sprint, 10° nell'inseguimento, 3° nella staffetta), Torino 2006 (11° nella 15 km, 36° nella 50 km, non conclude l'inseguimento, 2° nella staffetta) e Vancouver 2010 (36° nella 15 km, 21° nella 50 km, 21° nell'inseguimento, 6° nella staffetta), e a sette dei Campionati mondiali, vincendo tre medaglie.

## Palmarès

### Olimpiadi
- 2 medaglie:
  - 1 argento (staffetta a Torino 2006)
  - 1 bronzo (staffetta a Salt Lake City 2002)

### Mondiali
- 3 medaglie:
  - 2 argenti (50 km a Lahti 2001; staffetta a Val di Fiemme 2003)
  - 1 bronzo (staffetta a Lahti 2001)

### Coppa del Mondo
- Vincitore della Coppa del Mondo nel 2004
- Vincitore della Coppa del Mondo di distanza nel 2004
- 32 podi (17 individuali, 15 a squadre[2]):
  - 5 vittorie (3 individuali, 2 a squadre)
  - 14 secondi posti (8 individuali, 6 a squadre)
  - 13 terzi posti (6 individuali, 7 a squadre)

#### Coppa del Mondo - vittorie
| Data             | Luogo       | Paese    | Disciplina                                                   |
| ---------------- | ----------- | -------- | ------------------------------------------------------------ |
| 4 gennaio 2003   | Kavgolovo   | Russia   | 10 km TL                                                     |
| 23 novembre 2003 | Beitostølen | Norvegia | 4x10 km (con Jens Filbrich, Axel Teichmann e Tobias Angerer) |
| 14 febbraio 2004 | Oberstdorf  | Germania | 30 km PU                                                     |
| 28 febbraio 2004 | Oslo        | Norvegia | 50 km TL                                                     |
| 21 novembre 2004 | Gällivare   | Svezia   | 4x10 km (con Jens Filbrich, Tobias Angerer e Axel Teichmann) |

Legenda:

PU = inseguimento

TC = tecnica classica

TL = tecnica libera

#### Coppa del Mondo - competizioni intermedie
- 2 podi di tappa:
  - 1 vittoria
  - 1 secondo posto

##### Coppa del Mondo - vittorie di tappa
| Data           | Località      | Nazione | Competizione | Disciplina  |
| -------------- | ------------- | ------- | ------------ | ----------- |
| 6 gennaio 2008 | Val di Fiemme | Italia  | Tour de Ski  | 30 km TL PU |

Legenda:

PU = inseguimento

TC = tecnica classica

TL = tecnica libera

### Marathon Cup
- Miglior piazzamento in classifica generale: 31º nel 2010
- 1 podio:
  - 1 terzo posto